# Шартюзак
Шартюза́к (фр. Chartuzac) — коммуна во Франции, находится в регионе Пуату — Шаранта. Департамент коммуны — Шаранта Приморская. Входит в состав кантона Монтандр. Округ коммуны — Жонзак.
Код INSEE коммуны — 17092.

## Население
Население коммуны на 2010 год составляло 166 человек.
| 1962 | 1968 | 1975 | 1982 | 1990 | 1999 | 2010 |
| ---- | ---- | ---- | ---- | ---- | ---- | ---- |
| 189  | 181  | 158  | 199  | 167  | 137  | 166  |